# Calovébora (Ngäbe-Buglé)
Calovébora,  o Santa Catalina,  è un comune (corregimiento) della Repubblica di Panama situato nel distretto di Kusapín, comarca di Ngäbe-Buglé. Si estende su una superficie di 272,5 km² e conta una popolazione di 2.963 abitanti (censimento 2010).